# Lövåsens silvergruva
Lövåsen är en silvergruva i Stora Skedvi socken, Säters kommun, Dalarna.
Gruvan omtalas första gången i skriftliga handlingar 1549, då Gustaf Vasa i ett brev till fogden Göran Göransson befaller honom att låta undersöka malmen i gruvan, men inte företa någon brytning. I ett brev 1561 skriver Erik XIV att gruvan under den tiden den varit i gång hade blivit stängd, och beordrade att gruvan skulle återupptas, vilket troligen skedde kort därpå. 
1566 ålades allmogen i Österdalaran att leverera gruvved till Lövåsen, och 1569 fanns en gruvfogde vid gruvan. Under den följande åren är lite känt om gruvverksamheten, i början av 1590-talet avskedade hertig Karl Kristoffer Skonfelt som uppsyningsman för misskötsel av gruvan och Johan Straube sattes i hans ställe. 1605 lät Karl IX sända sin trotjänare och drabant Erik Nilsson att sköta gruvan och låta rensa gruvschakten. Under denna tid smältes Lövåsmalmen tillsammans med malm från Garpenbergsgruvan, så att 2/3 av smältan togs från Garpenberg och 1/3 från Lövåsen. 
Gustav II Adolf utsåg 1613 Bertil Bur till ny hytt- och gruvfogde, och lät befalla konstmästaren vid Sala silvergruva att resa till Lövåsen för att inrätta några vattenkonster vid gruvan.

## Utarrendering
1620 utarrenderades gruvan på 10 år till Otto Henrik Lybecker. 
De olika gruvornas historia är något oklar då äldre gruvkartor saknas, men Gamla vattugruvan och Storgruvan verkar ha ingått i arrendet medan Prästgruvan och Storgubbens gruva låg utanför. 1624 utfärdades privilegium för ett nytt silverbruk vid Lövåsen med tre års skattefrihet, där Lybecker var en av intressenterna. Förutom silver utvanns vid denna tid även bly vid gruvan, smältningen ägde rum vid tre hyttor; en vid Lövåsen, en vid Husvallsån och en vid Nybergs by. 1630 förnyades kontraktet med Lybecker med en betydlig höjning av arrendet han avled dock redan 1631 och kronan fick svårigheter att få arrendet fullföljt. Han försökte få sonen Hans Philip Lybecker d.ä. att intressera sig, men med negativt resultat. Slutligen lyckades man få Mathias Grissbach att överta gruvan till 1637, då Thomas Funck övertog driften. På grund av alla de investeringar Funck lagt ned i gruvan beslutade man vid arrendetidens slut 1643 överlåta ägandet av gruvan till Funck, och 1645 erhöll hans arvingar konfirmation på gåvan. Driften av bruket övergick efter Thomas Funcks död 1645 till sonen med samma namn. Han hade dock ringa kunskaper i bruksdrift, och 1657 tog han in bergmästaren över Österbergslagen och Uppland Olof Larsson som kompanjon. 1659 löste Olof Larsson ut Funck från hans andelar i bruket. Han lyckades dock inte få någon lönsamhet på bruket och 1669 lades druften ned.

## Återupprättande av gruvan
1682 drog även Lövåsens gård in till kronan i samband med reduktionen. I december 1687 erhöll dock landshövding Gustaf Duwall privilegier på att återupprätta gruvan. Den var då vattenfylld och det var först sedan en ny konst anlagts och gruvan pumpats ut som driften 1690 kunde återupptas. Vid Duwalls död 1692 övertog Nils Gripenhielm driften, han tog senare in häradshövding Gerhard Lohrman som medintressent. Under denna tid utvanns även koppar ur gruvan. 1710 blev dock en damm förstörd och gruvorna vattenfylldes, vilket gjorde gruvan obrukbar. Under de följande åren producerades mindre mängder metall, men troligen främst genom utvinning från malmhögar vid gruvan, och driften upphörde helt 1715.
1733 erhöll Eggert Lundström från Falun driften vid gruvan. Under denna tid minskade produktionen av silver medan utvinningen av koppar och bly ökade. 1871 lades gruvan åter ned, och 1878 upphörde driften vid hyttan. Lövåsens herrgård drevs vidare som skogs- och lantbruk. Under första världskriget förekom viss gruvdrift i Nya gruvan i AB Zinkgruvors regi. 1934 såldes Lövåsen till Stora Skedvi landskommun.